# 148. rezervní divize (Wehrmacht)
148. rezervní divize (německy 148. Reserve-Division) byla pěší divize německé armády (Wehrmacht) za druhé světové války.

## Historie
Divize byla založena 1. října 1942 v Metách. Následně se 148. rezervní divize nacházela ve Slezsku a později ve Francii. 18. září 1944 byla divize ve Francii přejmenována na 148. pěší divizi.